# ジブチの地方行政区画

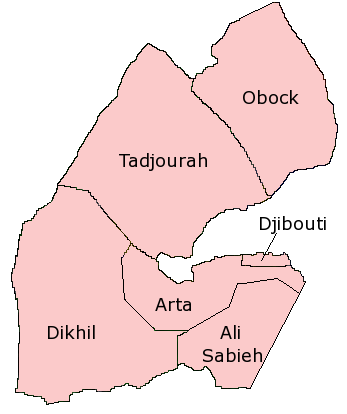
ジブチの州と市

ジブチの地方行政区画（ジブチのちほうぎょうせいくかく）は、ジブチ共和国を構成する行政区画について解説する。

## 州

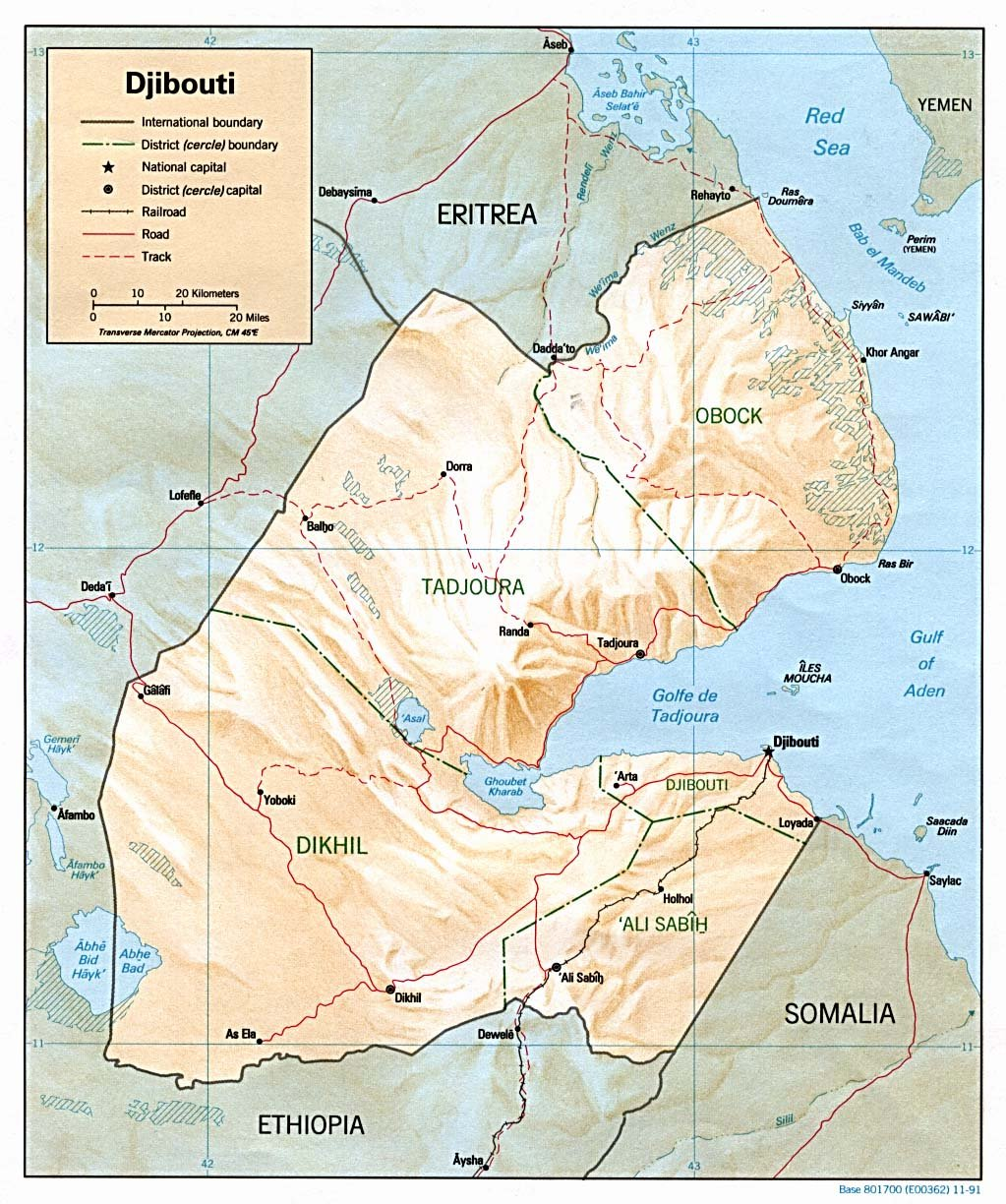
1991年の県

ジブチは以下の5つの州（仏: Région）と1つの市（仏: Ville、以下区別のため特別市とする）に区分される。
州は2002年7月7日までは県（または地区とも、仏: District）と呼ばれていた。独立時はアリ・サビエ県、ディキル県、ジブチ県、タジュラ県の4県であった。1981年にオボック県がタジュラ県から分立し5県となる。2002年7月7日、ジブチ県はジブチ特別市（後述）とアルタ州（一部はディキル州より割譲）に分割され、5州となった。
ジブチ特別市は州と同格の都市である。ジブチ州と呼ばれることもあるが、同国の地方分権省ではジブチ市とされている。2002年7月7日に分割された旧ジブチ県のうち、首都ジブチ市とその近隣地域から成り立つ。2005年11月1日に「ジブチ市地位法」が制定され、3つのコミューンと6つの区から成る特別市となった。
| 名称                      | フランス語名 | アラビア語名 (BGN/PCGN式ラテン翻字) | 州都         | 面積 (km2) | 人口 (2024年) |
| ------------------------- | ------------ | ----------------------------------- | ------------ | ---------- | ------------- |
| ジブチ特別市 （ジブチ州） | Djibouti     | Jībūtī                              | ジブチ市     | 200        | 776,966       |
| アリ・サビエ州            | Ali Sabieh   | ‘Alī Şabīḩ                          | アリ・サビエ | 2,200      | 76,414        |
| アルタ州                  | Arta         | ‘Artā                               | アルタ       | 1,900      | 48,922        |
| ディキル州                | Dikhil       | Dikhīl                              | ディキル     | 7,000      | 66,196        |
| オボック州                | Obock        | Awbūk                               | オボック     | 4,700      | 37,666        |
| タジュラ州                | Tadjourah    | Tājūrah                             | タジュラ     | 7,000      | 60,645        |

## 郡

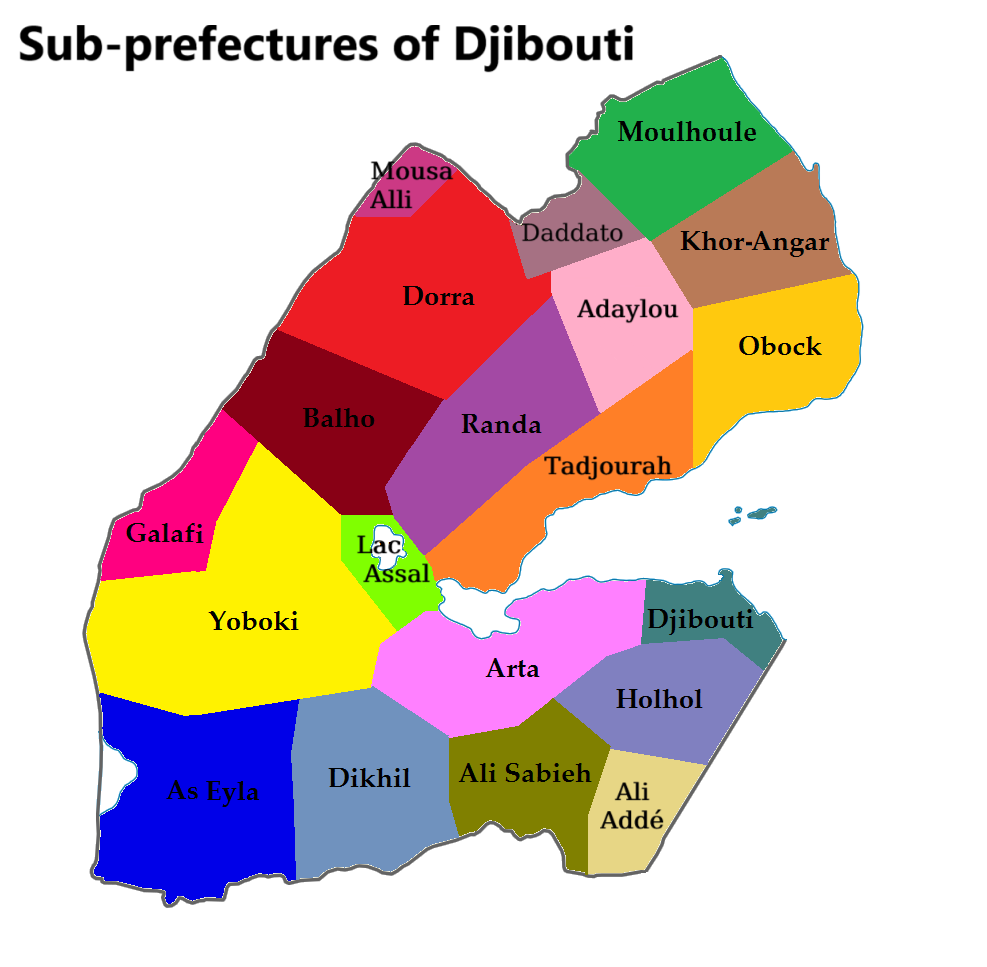
ジブチの郡

州はさらに郡（仏: Sous-préfecture）に分けられる。ジブチ特別市はコミューンが郡相当の行政区画にあたる。
- ジブチ特別市[4]
  - バルバラ
  - ブーラス（英語版）
  - Ras-Dika

- アリ・サビエ州[8]
  - アリ・サビエ郡
  - Ali Adde郡
  - Holhol郡

- ディキル州[9]
  - ディキル郡
  - Mouloud郡
  - As Eyla郡
  - Yoboki郡
  - Moutrous郡

- アルタ州[10]
  - アルタ＝Weʽa郡
  - Damerjog郡
  - Karta＝Omar Jagaa郡

- オボック州[11]
  - オボック郡
  - ʽAlaili Dadda郡
  - Khôr ʽAngar郡
  - Waddi郡

- タジュラ州[12]
  - タジュラ郡
  - Adailou郡
  - Dorra郡
  - アッサル湖郡
  - Randa郡